# Batalla del riu Yalu (1894)
La batalla del riu Yalu també anomenada simplement "la batalla de Yalu" va tenir lloc el 17 de setembre de 1894. Fou una batalla naval en la qual s'hi comprometeren les armades de l'imperi de la dinastia Qing de la Xina i de l'imperi del Japó, i va ser la batalla naval més gran de la Primera Guerra Sinojaponesa. El riu Yalu conforma la frontera entre Xina i Corea. Malgrat el seu nom, la batalla es va lliurar en realitat a la desembocadura d'aquest riu, al Mar Groc. Una flota japonesa al comandament de l'almirall Sukeyuki Ito tractava d'obstaculitzar el desembarcament de tropes xineses protegides per una flota sota el comandament de l'almirall Ding Ruchang.

## Antecedents
Després de la batalla de Pyongyang, els japonesos van avançar cap al nord fins al riu Yalu sense oposició. Els xinesos havien decidit abandonar el nord de Corea i defensar-se de la riba nord del riu Yalu i el comandament del Primer exèrcit japonès va ser lliurat pel mariscal Yamagata al general Nozu per raons de salut. El comandament de la 5a divisió va ser assumida pel tinent general Yasukata Oku.
Els xinesos disposaven de vaixells de disseny més antiquats per la tradicional reticència xinesa a la modernitat, però amb millor blindatge i incloïen nombroses muntures d'armes gran calibre, de deu i vuit polzades (203 mm). No obstant això, els xinesos no s'havien exercitat en pràctiques de tir durant els mesos previs a la batalla, i els artillers xinesos no estaven preparats per l'estrès de l'artilleria sota el foc.
Molts dels vaixells de guerra més recents de la Marina Imperial Japonesa van ser construïts en drassanes angleses, franceses i alemanyes, i eren més ràpids i tenien una freqüència de foc més elevada. Al començament de la guerra, el Japó podia desplegar una força total de 120.000 homes en dos exèrcits i una flota composta per 12 creuers moderns, tot i que no tenia cuirassats.

## Batalla
El 17 de setembre 1894 la Marina Imperial Japonesa va destruir vuit dels 12 vaixells de guerra davant la desembocadura del Yalu Beiyang. La flota xinesa després es va retirar darrere de les fortificacions de Weihaiwei.

## Conseqüències
Els xinesos havien portat a terme amb èxit el seu desembarcament de tropes, i es van retirar a Port Arthur i després a Weihaiwei, on va ser finalment destruïda per un atac combinat de terra i naval. Els japonesos es van retirar, possiblement, a causa del temor d'un atac nocturn amb torpedes i per de la manca de municions.